# Norman West
Norman West (n. 26 noiembrie 1935 - d. 7 septembrie 2009) este un om politic britanic, membru al Parlamentului European în perioadele 1984-1989, 1989-1994 si 1994-1999 din partea Regatului Unit. 